# Bosco Verticale
A Bosco Verticale (Függőleges erdő) Milánó egyik legújabb nevezetessége, a Porta Nuova városrésztől nem messze található két lakótorony elnevezése. A Via Gaetano de Castillia és Via Federico Confalonieri közé eső, a Stazione di Milano Porta Garibaldi vasútállomás közelében található toronyépületek magassága 110, illetve 76 méter, különlegességüket pedig az adja, hogy 8900 négyzetméter összalapterületű erkélyeire és teraszaira a kivitelező mintegy 730 fát telepített. A komplexumban helyet kapott továbbá egy 11 szintes iroda is; ennek homlokzatát nem díszítik növények.
A tornyok tervezői Stefano Boeri, Gianandrea Barreca és Giovanni La Varra. A tervek elkészítéséhez kertépítő mérnökök és botanikusok közreműködését is igénybe vették.

## Koncepció
A beruházás része annak a városrehabilitációs programnak, amely Milánó Via Gaetano de Castillia és Via Federico Confalonieri közé eső történelmi negyedét érinti. A két lakótorony közül a nagyobb (az úgynevezett Torre E) 26 emelet, a kisebb (az úgynevezett Torre D) pedig 18 emelet magas. A kettő összesen 400 lakáscélú ingatlant foglal magában, amelyek négyzetméterára 3000 eurótól 12000 euróig terjed.
A létesítmény a Bosco Verticale elnevezést a két torony szintjeire telepített 3-6 méteres fák alkotta "erdőről" kapta. Fő rendeltetésük a városi szmog enyhítése és az oxigéntermelés. Hasznosak továbbá az épületen belüli hőmérséklet szabályozásában, mind a nyári, mind a téli hónapokban. A növényeknek jelentős zajcsökkentő szerepük is van. A tervezés során szélcsatornában tesztelték, hogy a fák ellent tudnak-e állni a széllökéseknek. Az építészcsapat botanikusokkal és kertépítő mérnökökkel működött együtt annak érdekében, hogy az épületek szerkezetileg elbírják a növények okozta terhelést. A vasbeton erkélyek fala 28 cm vastag, és a mélysége 1,3 m.

## Kivitelezés
A tornyok építése 2009 végén – 2010 elején kezdődött 6000 építőmunkás részvételével. 2012 elejére az épületek szerkezetileg elkészültek, 2012 nyarán pedig megkezdődött a homlokzatok kialakítása és növényekkel való beültetése. Az épületegyüttest 2014 októberében adták át.
A két épület homlokzatán összesen 730 fa (480 nagyméretű és 250 kisebb), 5000 tő cserje, valamint 11 ezer tő évelő és talajtakaró növény található. A flóra 50 különböző növényfajhoz tartozik. Minden összevéve annyi növény alkotja az építészeti látványosságot, amennyi általában egy 1 hektáros erdős területen található. A hőszivattyús technológia innovatív felhasználása nagyban hozzájárul a fűtési és klímaköltségek csökkentéséhez.

## Díjak
A létesítmény 2014 novemberében rangos elismerésben részesült: 17 ország 26 indulója közül első díjat kapott a 100 méternél magasabb, új építésű toronyházak kétévente megrendezésre kerülő nemzetközi versenyén (International Highrise Award).